# Carlos Manuel Arana Osorio
Pour les articles homonymes, voir Arana.
Carlos Manuel Arana Osorio (17 juillet 1918 à Barberena (département de Santa Rosa) - 6 décembre 2003) est président du Guatemala du 1er juillet 1970 au 1er juillet 1974.

## Biographie
Carlos Arana est né à Barberena, dans le département de Santa Rosa. Militaire de carrière avec rang de colonel, il conduit sous le régime de Julio César Méndez Montenegro, avec le soutien d'instructeurs militaires venus des États-Unis, une brutale campagne de répression contre les organisations de gauche. Autour de 8 000 assassinats politiques sont dénombrés entre 1966 et 1968.
En juillet 1970, il est devenu président à la suite d'un processus électoral généralement considéré comme frauduleux, sur un programme promettant une répression des problèmes d'ordre public et la stabilité ; son vice-président était Eduardo Cáceres.
En novembre 1970, Arana impose l'état de siège qui est suivi de mesures anti-insurrectionnelles renforcées. Son gouvernement a commis de graves violations des droits de l'homme et a eu recours au terrorisme d'État dans sa guerre contre la guérilla, notamment à des escadrons de la mort parrainés par le gouvernement. Les forces de sécurité ont régulièrement détenu, torturé et exécuté de manière extrajudiciaire des opposants politiques, des dirigeants étudiants, des sympathisants présumés de la guérilla et des syndicalistes. Le gouvernement d'Arana a reçu un soutien militaire à grande échelle des États-Unis, notamment des armes, un soutien technique et des conseillers militaires. La Commission guatémaltèque des droits de l'homme a estimé que 20 000 Guatémaltèques ont été tués par l'administration Arana.
En 1972, il menace d'envahir le Belize, dont il revendique le territoire, ci celui-ci devait obtenir son indépendance du Royaume-Uni. Il rompt les relations diplomatiques avec le Panama en réaction au soutien du président Omar Torrijos à l'indépendance du Belize.
Franc-maçon, il est le premier d'une série de dirigeants militaires du Parti démocratique institutionnel qui dominent la politique guatémaltèque dans les années 1970 et 1980 (son prédécesseur, Julio César Méndez, est un civil, bien que son gouvernement ait été dominé par l'armée).